# Burgess (Familienname)
Burgess ist ein ursprünglich angelsächsischer Familienname.

## Herkunft und Bedeutung
Burgess ist ein Übername, der auf den mittelenglischen Begriff burgeis oder burgais (irisch: Brugha) zurückgeht; er bezeichnete also Personen, die Einwohner einer Stadt oder Bürger mit vollen Bürgerrechten waren. Die deutsche Entsprechung ist der Familienname Bürger.

## Varianten
- Burges

## Namensträger

### A
- Adam Burgess (* 1992), britischer Kanute
- Akil Burgess (* 1984), barbadischer Tennisspieler
- Alexander Burgess (1872–1932), britischer Mathematiker
- Ann Wolbert Burgess (* 1936), US-amerikanische Forscherin
- Anthony Burgess (1917–1993), britischer Schriftsteller
- Anthony Joseph Burgess (1938–2013), australischer römisch-katholischer Bischof
- Arthur Burgess (1879–1957), britischer Maler

### B
- Bill Burgess (1872–1950), britischer Schwimmer, siehe Thomas William Burgess
- Bill Burgess (Rugbyspieler, 1897) (1897–??), englischer Rugby-League-Spieler
- Bill Burgess (Rugbyspieler, 1939) (* 1939), englischer Rugby-League-Spieler
- Bob Burgess (* 1949), neuseeländischer Rugby-Union-Spieler
- Bobby Burgess (1929–1997), US-amerikanischer Jazzmusiker und Bigband-Leiter

### C
- Cameron Burgess (* 1995), australisch-schottischer Fußballspieler
- Charles Burgess (* 1984), US-amerikanisch-belizischer Basketballspieler und -trainer
- Charlotte Burgess (* 1987), britische Bogenschützin
- Chris Burgess (* 1981), US-amerikanischer Skeletonsportler
- Clifford Burgess (* 1957), kanadischer Physiker
- Colin Burgess (1946–2023), australischer Musiker
- Colin B. Burgess (1938–2014), britischer Archäologe

### D
- David Burgess (* 1977), kanadischer Eishockeyspieler
- Don Burgess (Radsportler) (Donald Christopher Burgess; * 1933), britischer Radrennfahrer
- Don Burgess (Eishockeyspieler) (Donald Rubin Burgess; * 1946), kanadischer Eishockeyspieler
- Don Burgess (Kameramann) (Don Michael Burgess; * 1956), US-amerikanischer Kameramann
- Dorothy Burgess (1907–1961), US-amerikanische Schauspielerin

### E
- Edgar Burgess (1891–1952), britischer Ruderer
- Edward Burgess (Konstrukteur) (1848–1891), US-amerikanischer Yacht-Konstrukteur
- Edward Burgess (General) (1927–2015), britischer General
- Edward M. Burgess (1934–2018), US-amerikanischer Chemiker
- Edward Sandford Burgess (1855–1928), US-amerikanischer Botaniker
- Ernest Burgess (1886–1966), US-amerikanischer Soziologe

### G
- Gelett Burgess (1866–1951), US-amerikanischer Humorist
- George Burgess (* 1949), US-amerikanischer Haiforscher
- George Farmer Burgess (1861–1919), US-amerikanischer Politiker
- Greg Burgess (* 1972), US-amerikanischer Schwimmer
- Guy Burgess (1911–1963), britischer Geheimagent

### H
- Harry Burgess (Gouverneur) (1872–1933), US-amerikanischer Offizier
- Harry Burgess (Fußballspieler) (1904–1957), englischer Fußballspieler
- Helen Burgess (1916–1937), US-amerikanische Schauspielerin
- Herbert Burgess (1883–1954), englischer Fußballspieler und -trainer
- Hugh Burgess (~1825–1892), US-amerikanischer Erfinder

### I
- Ian Burgess (1930–2012), britischer Autorennfahrer

### J
- James Burgess (1832–1916), britischer Mathematiker und Archäologe in Indien
- Jeremy Burgess (* 1953), australischer Ingenieur
- Jim Burgess (1953–1993), US-amerikanischer Musikproduzent, Remixer und Club-DJ
- John Burgess (Musikproduzent) (1932–2014), britischer Musikproduzent
- John Bagnold Burgess (1829–1897), englischer Maler
- John Cart Burgess (1798–1863), englischer Maler
- John S. Burgess (1920–2007), US-amerikanischer Politiker und Anwalt
- John Wesley Burgess (1907–1990), kanadischer Politiker
- John William Burgess (1844–1931), US-amerikanischer Politikwissenschaftler, Historiker und Jurist
- Jordan Burgess (* 1994), US-amerikanische Volleyballspielerin

### L
- Lord Burgess (1924–2019); eigentlich Irving Louis Burgie, US-amerikanischer Komponist
- Luke Burgess (* 1983), australischer Rugby-Union-Spieler

### M
- Margaret Burgess (* 1949), schottische Politikerin und Mitglied der Scottish National Party (SNP)
- Mark Burgess (Cricketspieler) (* 1944), neuseeländischer Cricketspieler
- Mark Burgess (Schriftsteller) (* 1957), englischer Schriftsteller und Illustrator
- Mark Burgess (Musiker) (* 1960), englischer Musiker
- Mark Burgess (Physiker) (* 1966), englischer Physiker, Entwickler der Software CFEngine
- Martin Burgess (1931–2022), englischer Uhrmacher
- Melvin Burgess (* 1954), britischer Jugendbuchautor
- Michael Burgess (Schauspieler, 1945) (1945–2015), kanadischer Schauspieler und Sänger
- Michael Burgess (Schauspieler, 1964) (* 1964), US-amerikanischer Schauspieler
- Michael Burgess (Kameramann) (* 1984), US-amerikanischer Kameramann
- Michael C. Burgess (* 1950), US-amerikanischer Politiker
- Michael Roy Burgess, eigentlicher Name von Robert Reginald (1948–2013), US-amerikanischer Bibliograf, Schriftsteller, Herausgeber und Verleger

### N
- Neil D. Burgess, britischer Biologe, Paläontologe und Naturschützer
- Nigel Burgess (1942–1992), britischer Einhandsegler, Kapitän und Geschäftsmann

### P
- Paul Burgess (Musiker) (* 1950), britischer Schlagzeuger
- Paul Burgess (Leichtathlet) (* 1979), australischer Stabhochspringer

### R
- Reuben Burgess (* 1966), britischer Kanute
- Richard Burgess (Theologe) (1796–1881), anglikanischer Theologe an der St. Pauls-Kathedrale London
- Richard James Burgess, britischer Musiker, Musikproduzent, Komponist und Autor
- Richard W. Burgess, kanadischer Althistoriker
- Robert Burgess (* 1952), bermudischer Boxer
- Robert George Burgess (1947–2022), britischer Soziologe
- Robert L. Burgess (1938–2021), US-amerikanischer Soziologe und Kriminologe
- Ron Burgess (1917–2005), walisischer Fußballspieler und -trainer
- Ruth Payne Burgess (1865–1934), US-amerikanische naturalistische Malerin

### S
- Sally Burgess, Opernsängerin
- Sam Burgess (* 1988), englischer Rugby-Union-Spieler
- Shayne Burgess (* 1964), englischer Dartspieler
- Shirley Burgess (* 1934), britische Leichtathletin
- Simon Burgess (* 1967), australischer Ruderer
- Sonny Burgess (1931–2017), US-amerikanischer Rockabilly-Musiker
- Starling Burgess (1878–1947), US-amerikanischer Bootsbauer
- Steve Burgess (Politiker) (1907–1987), US-amerikanischer Politiker
- Steve Burgess (Tontechniker), australischer Tontechniker

### T
- Terrell Burgess (* 1998), US-amerikanischer American-Football-Spieler
- Thomas Burgess (Bischof) (1756–1837), britischer anglikanischer Bischof, Autor und Philosoph
- Thomas Lawrence Burgess (1791–1854), britischer römisch-katholischer Bischof
- Thomas William Burgess (Bill Burgess; 1872–1950), britischer Schwimmer
- Thornton Waldo Burgess (1874–1965), US-amerikanischer Schriftsteller
- Tim Burgess (* 1967), britischer Musiker
- Tituss Burgess (* 1979), US-amerikanischer Schauspieler und Sänger
- Tom Burgess (Baseballspieler) (1927–2008), kanadischer Baseballspieler und -trainer
- Tom Burgess (Rugbyspieler) (* 1992), englischer Rugby-League-Spieler
- Tony Burgess (* 1955), kanadischer Autorennfahrer
- Tyrell Burgess (* 1986), bermudischer Fußballspieler

### W
- Warren Burgess (* 1932), US-amerikanisch-australischer Fischkundler
- Wayne Burgess (* 1971), südafrikanischer Radrennfahrer
- William Burgess (Maler) (1749–1812), britischer Maler
- William Burgess (Segler) (1930–2022), kanadischer Segler
- William Henry Burgess (1847–1917), australischer Politiker
- Wilma Burgess (1939–2003), US-amerikanische Country-Sängerin